# Diocesi di Kaya
La diocesi di Kaya (in latino Dioecesis Kayana) è una sede della Chiesa cattolica in Burkina Faso suffraganea dell'arcidiocesi di Koupéla. Nel 2021 contava 141.810 battezzati su 1.212.700 abitanti. È retta dal vescovo Théophile Nare.

## Territorio
La diocesi comprende le province di Sanmatenga e Namentenga nella regione del Centro-Nord, e la provincia di Passoré nella Regione del Nord in Burkina Faso..
Sede vescovile è la città di Kaya, dove si trova la cattedrale di Nostra Signora.
Il territorio è suddiviso in 13 parrocchie.

## Storia
La diocesi è stata eretta il 26 giugno 1969 con la bolla Ad patrisfamilias di papa Paolo VI, ricavandone il territorio dalla diocesi di Koupéla (oggi arcidiocesi) e dall'arcidiocesi di Ouagadougou.
Il 12 maggio 2019 in un attentato terroristico sono stati uccisi il parroco di Dablo, don Siméon Yampa, e cinque fedeli che assistevano alla messa. La chiesa è stata data alle fiamme.

## Cronotassi dei vescovi
Si omettono i periodi di sede vacante non superiori ai 2 anni o non storicamente accertati.
- Constantin Guirma † (26 giugno 1969 - 9 marzo 1996 ritirato)
- Jean-Baptiste Tiendrebeogo (Kiedrebeogo) † (30 marzo 1996 - 14 maggio 1998 deceduto)
- Thomas Kaboré (19 aprile 1999 - 7 dicembre 2018 ritirato)
- Théophile Nare, dal 7 dicembre 2018

## Statistiche
La diocesi nel 2021 su una popolazione di 1.212.700 persone contava 141.810 battezzati, corrispondenti all'11,7% del totale.
| anno | popolazione | popolazione | popolazione | presbiteri | presbiteri | presbiteri | presbiteri                | diaconi | religiosi | religiosi | parrocchie |
| anno | battezzati  | totale      | %           | numero     | secolari   | regolari   | battezzati per presbitero | diaconi | uomini    | donne     | parrocchie |
| ---- | ----------- | ----------- | ----------- | ---------- | ---------- | ---------- | ------------------------- | ------- | --------- | --------- | ---------- |
| 1970 | 5.078       | 410.000     | 1,2         | 11         | 1          | 10         | 461                       |         | 11        | 8         |            |
| 1980 | 11.934      | 386.000     | 3,1         | 16         | 1          | 15         | 745                       |         | 15        | 12        | 5          |
| 1990 | 25.075      | 527.375     | 4,8         | 19         | 4          | 15         | 1.319                     |         | 15        | 15        | 6          |
| 1999 | 48.130      | 776.811     | 6,2         | 26         | 16         | 10         | 1.851                     |         | 10        | 31        | 6          |
| 2000 | 52.235      | 790.000     | 6,6         | 29         | 19         | 10         | 1.801                     |         | 10        | 34        | 6          |
| 2001 | 56.543      | 836.020     | 6,8         | 34         | 24         | 10         | 1.663                     |         | 10        | 31        | 6          |
| 2002 | 58.026      | 842.387     | 6,9         | 27         | 22         | 5          | 2.149                     |         | 5         | 31        | 7          |
| 2003 | 59.171      | 860.573     | 6,9         | 29         | 23         | 6          | 2.040                     |         | 6         | 34        | 7          |
| 2004 | 59.866      | 870.680     | 6,9         | 32         | 25         | 7          | 1.870                     |         | 8         | 38        | 7          |
| 2006 | 71.722      | 907.000     | 7,9         | 30         | 23         | 7          | 2.390                     |         | 8         | 39        | 7          |
| 2013 | 111.223     | 1.143.000   | 9,7         | 41         | 36         | 5          | 2.712                     |         | 7         | 47        | 10         |
| 2016 | 100.635     | 1.162.000   | 8,7         | 47         | 42         | 5          | 2.141                     |         | 6         | 60        | 12         |
| 2019 | 133.551     | 1.142.063   | 11,7        | 53         | 50         | 3          | 2.519                     |         | 6         | 61        | 13         |
| 2021 | 141.810     | 1.212.700   | 11,7        | 58         | 55         | 3          | 2.445                     |         | 6         | 61        | 13         |